# Potentilla montisvictoriae
Potentilla montisvictoriae är en rosväxtart som beskrevs av Hiroshi Ikeda och H. Ohba. Potentilla montisvictoriae ingår i Fingerörtssläktet som ingår i familjen rosväxter. Inga underarter finns listade i Catalogue of Life.